# Schwerer Anhängeschlitten für Gleiskettenfahrzeuge
Der schwere Anhängeschlitten für Gleiskettenfahrzeuge war ein schwerer Schlitten, welcher von Gleiskettenfahrzeugen gezogen werden konnte. Er wurde bis zum Ende des Zweiten Weltkrieges eingesetzt, allerdings nur zu Testzwecken.

## Entwicklung
Viele Pferdeschlitten versanken im tiefen Schnee und konnten durch die Zugtiere nicht weiter gezogen werden. Um dies zu verhindern, wurde ein großer Schlitten entwickelt, der durch wetterunabhängige Kettenfahrzeuge gezogen werden sollte. Daraus entstand der schwere Anhängeschlitten für Gleiskettenfahrzeuge, der aber nicht in Serienfertigung produziert wurde.

## Produktion
Zur Herstellung, beziehungsweise zum Zusammenbau, wurden Beschläge und kleinere Teile an die Truppe geliefert. Die zum weiteren Bau benötigten Hölzer mussten von der Truppe selber angefertigt werden, gemäß vorgegebenen Maßen in der Vorschrift D. 659/9. Eventuelle Abweichungen in den Breiten und Stärken bei den Hölzern wurden geduldet und waren zulässig, sofern die Haltbarkeit des Schlittens darunter nicht litt.

## Technische Daten

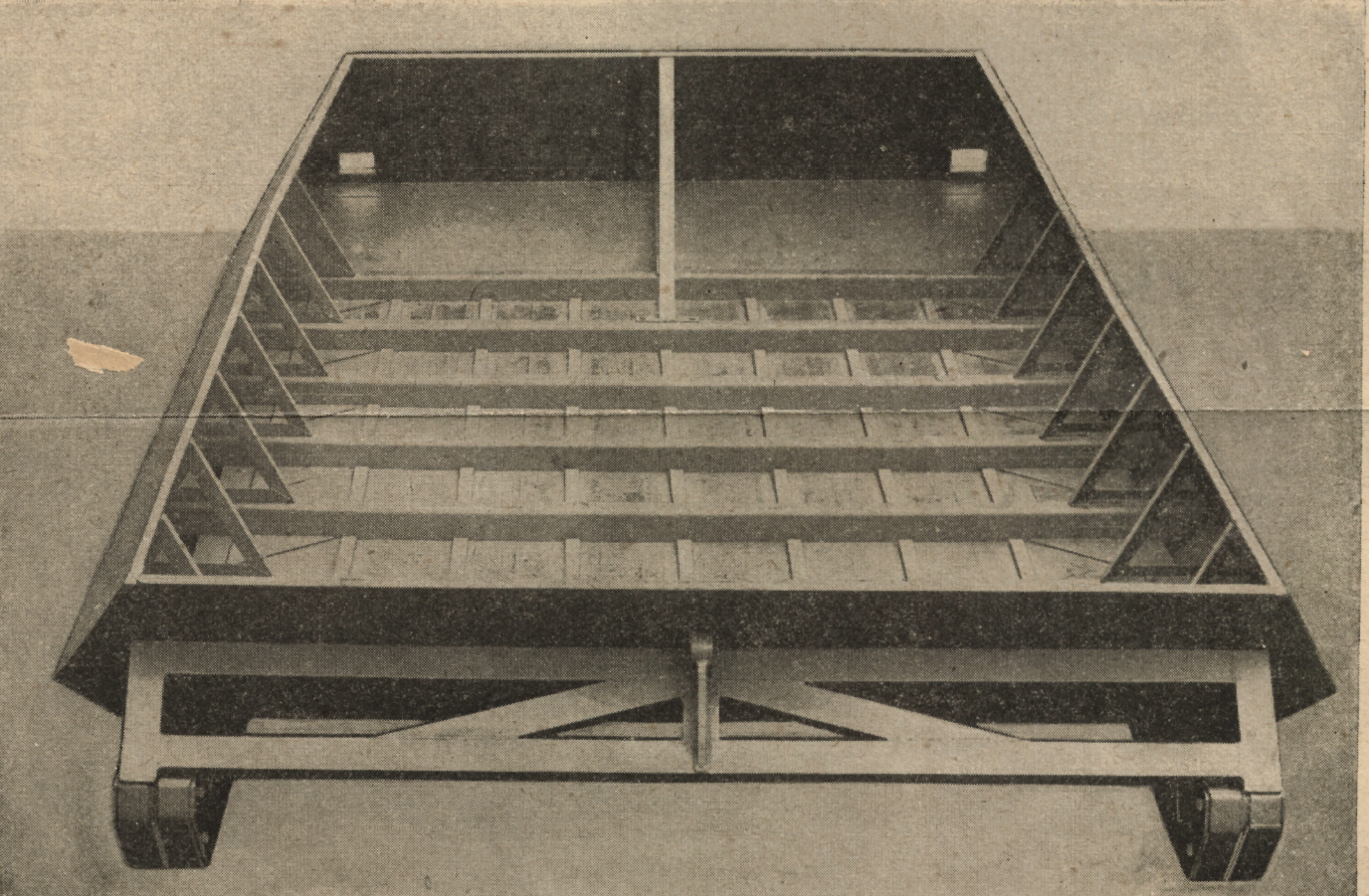
Rückansicht des schweren Anhängeschlitten

Der Anhängeschlitten für Gleiskettenfahrzeuge diente zum Transport von Mannschaften und Gepäck. Mit einer Deichsel konnte er an Gleiskettenfahrzeugen wie dem Panzerkampfwagen III oder IV, Panther, Tiger oder Sturmgeschütze angehängt werden. Mit einer weiteren Vorrichtung am Ende des Schlittens konnten weitere Schlitten hintereinander angehängt werden. Jedoch durfte ein Panzer dabei nicht mehr als in einem Winkel von 60° gedreht werden.
Der Schlitten selber bestand aus sechs Baugruppen.
- 1: Kufen
- 2: Boden mit Querträgern und Knotenblechen
- 3: Wände für Seite, vorn und hinten
- 4: Konsolen, vordere Stütze, Anhänge-Vorrichtungen, äußere Eckbleche
- 5: Schrauben mit Muttern und Unterlegscheiben
- 6: Panzerplatten

## Einsatz
Zum Einsatz kam dieser Schlitten im Krieg nicht und wurde nur zu Testzwecken genutzt.